# クシシュトフ・コメダ
クシシュトフ・コメダ（ポーランド語: Krzysztof Komeda、本名：クシシュトフ・トルチンスキ（Krzysztof Trzcinski）、1931年4月27日 - 1969年4月23日）は、ポーランドを代表するジャズ・ピアニスト、作曲家。

## 経歴
1931年、ポーランド・ポズナンで生まれた。
ジャズを嫌った共産党に目を付けられることを恐れ、ステージネームとして「コメダ」の名前を使用していた。コメダは元々医者であったが、1950年代後半からヨーロッパ各国でジャズ演奏の活動を始めた。ワルシャワのジャズ・ジャンボリー演奏会などでのライブ録音が残されている。1962年リーダー・アルバム『Crazy Girl』で本格デビュー。1965年『Astigmatic』ではモードを基盤としたフリー手法で緊迫感のある、それまでのイメージを刷新した革新的なサウンドで注目を浴びた。
またコメダは、数多くの映画音楽を手がけ、中でもロマン・ポランスキー監督の『水の中のナイフ』や『ローズマリーの赤ちゃん』、アンジェイ・ワイダ監督の『夜の終りに』などが有名である。
1969年、不慮の事故により37歳で死去した。

## ディスコグラフィ

### アルバム
- Festiwal Jazzowy - Sopot 1956 Kronika Dźwiękowa (1956年、Muza)
- Crazy Girl (1962年、Muza)
- Etiudy Baletowe "Ballet Etudes" (1963年、Metronome)
- Jazz Jamboree'64 vol. 2 (1964年、Muza)
- Astigmatic (1966年、Muza)
- 『出発』 - Le Depart (1967年、Philips) ※映画『出発』サウンドトラック
- Meine süsse europaische Heimat (1966年、Electrola/Columbia)
- Cul-De-Sac (1966年、Polydor)
- Rosemary's Baby (1968年、Paramount)
- The Riot (1968年)

### コンピレーション・アルバム
- Muzyka Krzysztofa Komedy vol. 1-4 (1974年、Muza)
- Krzysztof Komeda (1989年、Muza)
- The Complete Recordings of Krzysztof Komeda vol. 1-25 (2000年、Polonia Records) ※1994-1998年録音
- Zofia Komeda Presents vol. 1-19 (1998–2009年、Power Bros)